# Språk i Sverige
Språken i Sverige utgörs av svenska som är huvudspråk och samhällets gemensamma språk, fem erkända minoritetsspråk (finska, meänkieli, samiska, romani och jiddisch), invandrarspråk (som främst talas av sentida invandrare) samt svenskt teckenspråk.
I den språklag som infördes 1 juli 2009 anges svenska som huvudspråk. I lagen används både begreppen huvudspråk och officiellt språk. Svenska anges som officiellt språk för Sverige i "internationella sammanhang". Anledningen att man lagstadgade svenskans officiella ställning, trots att det i praktiken bara handlade om en kodifiering av vad som redan gällde, var bland annat att man har upplevt det otillfredsställande att svenskan har en ställning som är mindre officiell än de officiella minoritetsspråken. Bestämmelserna i språklagen är utformade så att den skall värna både det svenska språket och den språkliga mångfalden i Sverige.

## Historia

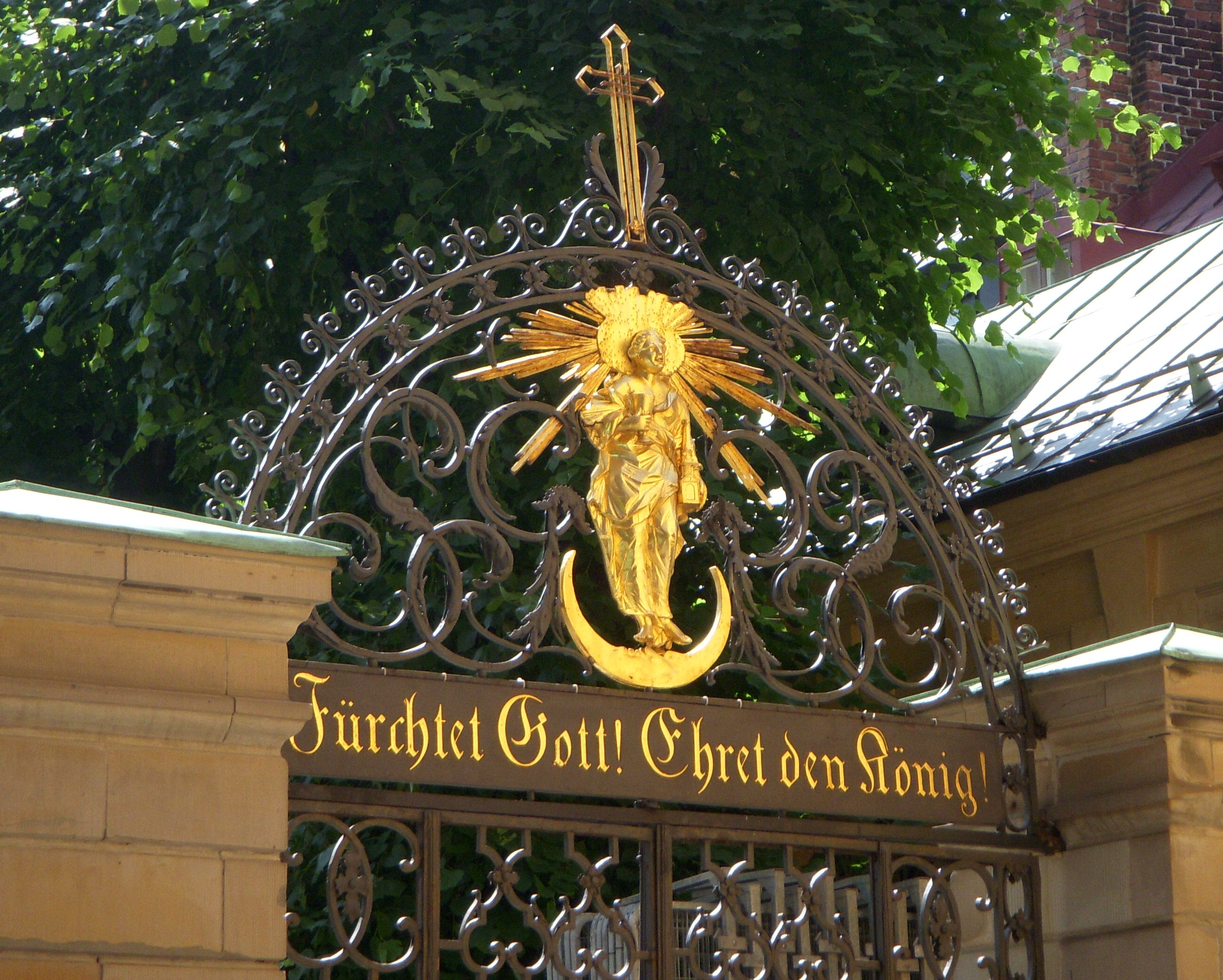
Inskription på tyska vid Tyska kyrkan i Stockholm. Kyrkan hör till Tyska S:ta Gertruds församling, grundad 1571. De flesta av församlingens gudstjänster hålls än i dag på tyska.

Under större delen av sin historia var Sverige ett större land än i dag.  Det svenska riket omfattade vid sin höjdpunkt 1658 områden som idag utgör Finland och Estland samt delar av Ryssland, Lettland, Tyskland, Danmark och Norge. Därför har Sveriges språkliga landskap historiskt sett varit mycket olikt det vi har idag.
Svenska språket utvecklades ur fornnordiskan runt 1300–1400-talet, och historiskt sett var de svenska dialekterna i allmänhet mycket mer olika varandra än idag. Sedan 1900 dominerar rikssvenska i hela landet. De skandinaviska språken utgör ett dialektkontinuum och några av de traditionella svenska dialekterna kan lika gärna beskrivas som danska (skånska) eller norska (jämtska).
Finska var majoritetsspråk i Sveriges östra delar och delar av Norrbotten eller Västerbotten, men det användes nästan uteslutande som ett talat språk.
Estniska var majoritetsspråk i svenska Estland, men provinsen hade liksom Finland en svenskspråkig minoritet (estlandssvenskar) samt en mer betydande minoritet av tyskar (balttyskar).
I det medeltida Sverige hade lågtyskan en mycket viktig roll som kommersiellt språk och Hansans lingua franca. Som sådant har lågtyskan påverkat svenska språket och andra språk i regionen avsevärt. I det medeltida Stockholm var hälften av befolkningen tysktalande. Lågtyska var också det språk som talas under 1600-talet i de svenska områdena i norra Tyskland, det vill säga svenska Pommern, Bremen-Verden, Wismar och Wildeshausen (liksom resten av norra Tyskland) och av den tyska minoriteten i Estland och svenska Livland. Livland beboddes även av letter (lettiska), ester (estniska) och liver (liviska).
I svenska Ingermanland talades förutom svenska även finska, ingermanlandsfinska, ingriska och votiska.
Latin, i egenskap av den katolska kyrkans språk, infördes i Sverige med kristnandet, runt år 1000. Liksom i större delen av Europa förblev latinet de utbildades lingua franca och vetenskapliga språk i flera århundraden i Sverige. Till exempel var Carl von Linnés mest kända verk Systema Naturae, som publicerades år 1735, skrivet på latin.
Under 1700-talet var franska den europeiska överklassens andraspråk och Sverige var inget undantag. Den svenska adeln talade ofta franska sinsemellan och kodväxling mellan franska och svenska var vanligt. Den svenska kungen Gustav III var en sann frankofil och franska var det gemensamma språket vid hans hov.
Gradvis förlorade Sverige sina besittningar och fick sina nuvarande gränser 1809 i och med att landet förlorade sin östra del (Finland) till det ryska imperiet. I de områden som fanns kvar var svenskan dominerande nästan överallt. I landets norra delar fanns den samiska befolkningen och de finsk- eller meänkielispråkiga tornedalingarna. Finska talades också av minoriteter i Stockholm och Finnskogarna. Därutöver talades bland annat romani och jiddisch av spridda minoriteter.
Under 1800-talet blev Sverige mer industrialiserat, vilket resulterade i viktiga demografiska förändringar. Befolkningen ökade kraftigt i antal och många flyttade från landsbygden till städerna. Som en följd av detta och faktorer som allmän skola och massmedia började de traditionella dialekterna ge vika för standardspråket, rikssvenskan. Ett stort antal svenskar beslutade även att emigrera under denna period, särskilt till Nordamerika. Där kom svenskarna i kontakt med det engelska språket. Sedan dess, liksom i övriga Europa och stora delar av världen, har engelska blivit ett viktigt främmande språk i Sverige, särskilt efter de allierades seger i andra världskriget.
Under andra hälften av 1900-talet och det första decenniet av 2000 har Sverige emottagit ett stort antal invandrare som talar andra språk än svenska (se: invandrarspråk nedan). Det är oklart i vilken utsträckning dessa grupper kommer att hålla fast vid sina språk och i vilken utsträckning de kommer att assimileras.
Under större delen av Sveriges historia var finska det näst vanligaste modersmålet, men sedan ungefär år 2015 har arabiska tagit sig till andraplatsen.

## Det svenska språket
Svenska språket var inte officiellt lagstadgat som majoritets- eller förvaltningsspråk i Sverige före 2009. Då antogs Språklagen, SFS 2009:600, av riksdagen med ikraftträdande den 1 juli 2009. Enligt lagen ska svenska vara huvudspråk i Sverige. Alla som är bosatta i landet ska ha tillgång till svenska. Språket ska användas inom domstolar, myndigheter och andra organ i den offentliga verksamheten. Personer som tillhör nationella minoriteter och döva ska få möjlighet att få lära sig och utveckla sina egna språk.
År 2002 föreslog den statliga utredningen Mål i mun att svenska skulle bli officiellt språk. I språklagen har begreppet huvudspråk valts, medan det stadgas att svenska är Sveriges officiella språk "i internationella sammanhang". Begreppet huvudspråk väckte viss kritik men motiverades med att den både betonar svenskans särställning och är tydlig med att det finns andra språk att ta hänsyn till.

## Minoritetsspråk

Officiella minoritetsspråk i Sveriges kommuner.
Finska
Finska och meänkieli
Samiska
Finska och samiska
Finska, meänkieli och samiska

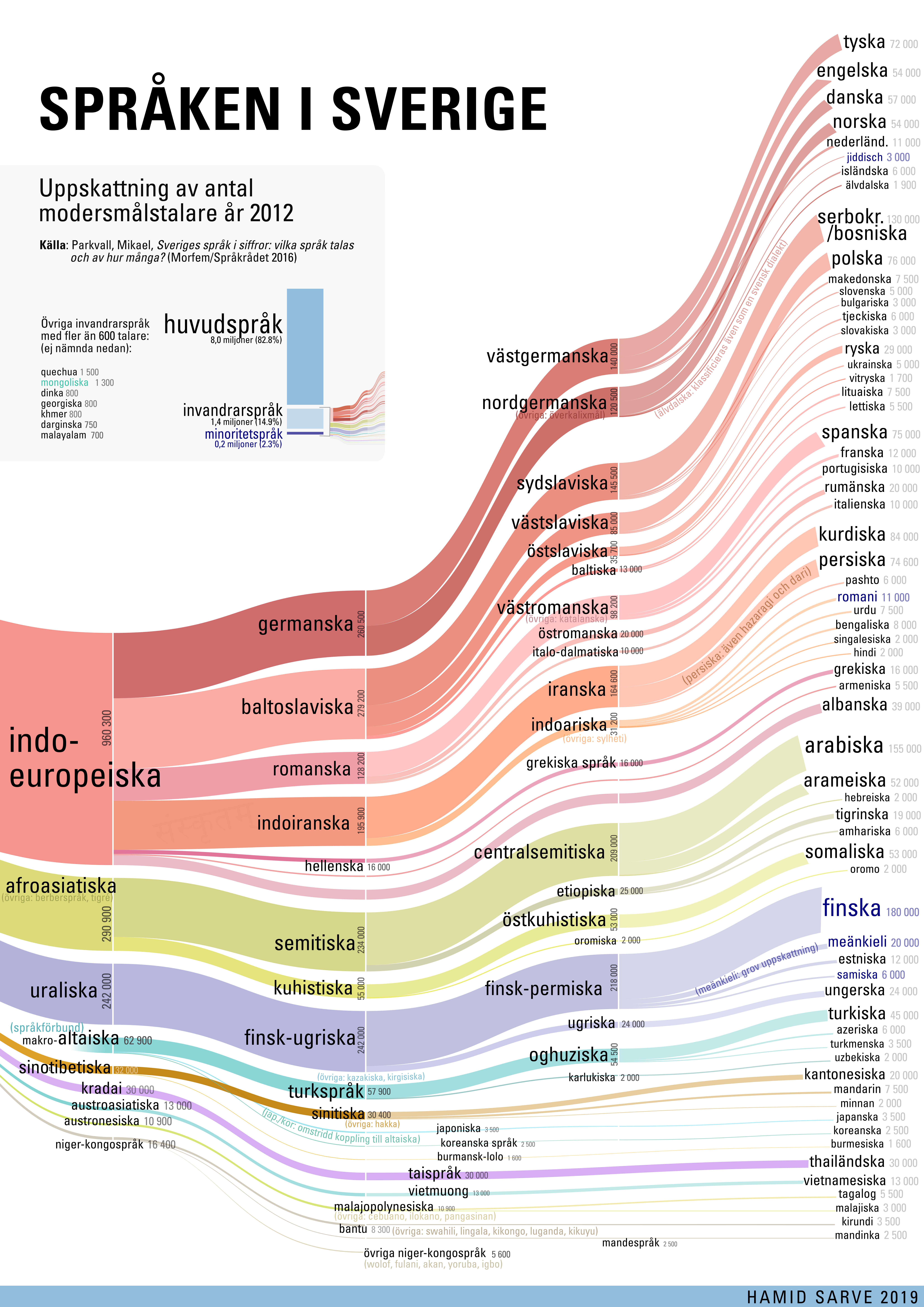
Uppskattning av modersmålstalare i Sverige år 2012

I Sverige finns fem nationella minoritetsspråk: finska, meänkieli, samiska, romani chib och jiddisch. I samband riksdagsbeslutet om minoritetsspråk 1999 angavs ett antal kommuner som ingående i förvaltningsområden för respektive språk med särskilda rättigheter för talare av respektive minoritetsspråk. Förvaltningsområdet för samiska omfattade från början Arjeplogs kommun, Jokkmokks kommun, Gällivare kommun och Kiruna kommun och numera ingår 19 kommuner från Kiruna kommun i norr till Älvdalens kommun i söder. I förvaltningssområdet för meänkieli ingår Pajala kommun, Haparanda kommun och Övertorneå kommun. I Förvaltningsområdet för finska ingår både kommuner i övre Norrland och kommuner i mellansverige

## Invandrarspråk
Det talas även ca 200 olika invandrarspråk i Sverige. De största av de språken räknat till det uppskattade antalet modersmålstalare i Sverige är arabiska (ca 400 000), finska (ca 200 000), bosniska/kroatiska/montenegrinska/serbiska (ca 130 000), kurdiska (ca 84 000), polska (ca 76 000), spanska (ca 75 000), persiska (ca 74 000), tyska (ca 72 000), danska (ca 57 000) och norska (ca 52 000).

## Främmande språk

### Engelska
Det engelska språket har fått en allt större roll i Sverige och börjat ersätta svenskan inom alltfler områden, bland annat inom den högre utbildningen. Kraven blir högre på kunskaper inom engelska. I kontakt mellan myndigheter och medborgare ska det dock vara fullt möjligt för medborgaren att kommunicera på svenska och det finns fall där svenska universitet och högskolor prickats för att de krävt att forskningsansökningar ska vara skrivna på engelska. Enligt Skolverket medför goda kunskaper i engelska större möjligheter för den enskilde individen att ingå i större sociala och kulturella sammanhang samt delta i ett internationellt studie- och arbetsliv.

### Tyska
I Sverige var tyska det första främmande språket i läroverken fram till att det ersattes av engelska genom ett regeringsbeslut den 10 mars 1939, vilket var genomfört i hela Sverige den 26 augusti 1946. Det blev med införandet av enhetsskola (sedermera grundskola) 1950 frivilligt ämne från årskurs 7. Vissa skolor börjar efter 1994 redan i årskurs sex med moderna språk.

### Franska
Både franska och tyska hade införts i svenska läroverk 1807 . Franska var länge första främmande moderna språk i Sveriges läroverk.

### Spanska
Spanska infördes som undervisning i den svenska grundskolan så sent som 1994, i och med Lpo 94. Den blev därmed grundskolans tredje moderna språk jämte franska och tyska. Redan dessförinnan gick dock spanska att läsa i grundskolan som extra tillval, om skolan anordnade detta.
På 2010-talet är spanskan det näst mest lästa främmande språket i den svenska gymnasieskolan (efter den obligatoriska engelskan). Av 84 000 avgångselever 2014 hade knappt 22 000 betyg i spanska, vilket motsvarade drygt 25 procent av alla avgångselever. Därefter kom tyska med knappt 12 000 elever och franska med drygt 9 000 elever. Studier i de här tre språken är obligatoriska i kursutbudet hos svenska gymnasieskolor.

### Andra språk
Det undervisas även i andra främmande språk på gymnasieskolor i Sverige. De vanligaste är: italienska, ryska, japanska, kinesiska och i Skåne även danska.